# انفتاح على التجربة
يعدّ الانفتاح على التجربة أحد المجالات التي تُستخدم لوصف شخصية الإنسان عبر نموذج العوامل الخمسة. يشمل الانفتاح خمسة جوانب أو أبعاد، تتضمن: المخيلة النشطة (الخيال)، والحساسية الجمالية، والانتباه إلى المشاعر الداخلية، وتفضيل التنوع، والفضول الفكري. أثبت قدر كبير من الأبحاث في علم المقاييس النفسية أن هذه الجوانب أو الصفات مرتبطة ببعضها بشكل ملحوظ. وبالتالي، يمكن النظر إلى الانفتاح على أنه سمة شخصية عالمية تتكون من مجموعة من السمات والعادات والميول المحددة التي تتجمع معًا.
يميل الانفتاح عادة لأن يُوزع طبيعيًا على مجموعة صغيرة من الأشخاص الذين سجلوا درجة عالية جدًا أو منخفضة جدًا بهذه السمة، وكان معظم الناس يسجلون درجات معتدلة. يُعتبر الأشخاص الذين يسجلون درجات منخفضة في الانفتاح منغلقين على التجربة. يميل هؤلاء الأشخاص إلى أن يكونوا مألوفين وتقليديين في توقعاتهم وسلوكهم، وهم يفضلون الروتين المعتاد على التجارب الجديدة، ويملكون عمومًا نطاقًا أضيق من الاهتمامات. يرتبط الانفتاح ارتباطًا إيجابيًا معتدلًا مع الإبداع والذكاء والمعرفة. ويرتبط الانفتاح بسمة الاستحواذ النفسية، ويرتبط ارتباطًا معتدلًا أيضًا بالفروق الفردية في الحساسية المنومة على غرار الاستحواذ.
يرتبط الانفتاح ارتباطًا أكثر اعتدالًا مع جوانب الرفاهية الشخصية أكثر من السمات الشخصية الأخرى لنموذج العوامل الخمسة. على العموم، يبدو الانفتاح غير مرتبط إلى حد كبير بأعراض الاضطرابات العقلية.

## القياس
يُقيَّم الانفتاح على التجربة عادةً باستخدام مقاييس التقرير الذاتي، على الرغم من استخدام تقارير النظراء ومراقبة الأطراف الثالثة أيضًا. تكون مقاييس التقرير الذاتي إما مقاييس مفردات أو مقاييس تستند إلى البيانات. يُحدد أي من النوعين المستخدمين من خلال تقييم الخواص المتعلقة بعلم المقاييس النفسية والقيود الزمانية والمكانية للبحث الجاري.
- تستخدم مقاييس المفردات الصفات الفردية التي تعكس الانفتاح على سمات التجربة، مثل إبداعي، وفكري، وفني، وفلسفي، وعميق. طور غولدبرغ (1992) مقياسًا مكونًا من 20 كلمة كجزء من علاماته الخمس الكبرى التي تضم 100 كلمة. طور سوسيه (1994) مقياسًا أكثر إيجازًا يتكون من 8 كلمات كجزء من علاماته المصغرة المكونة من 40 كلمة. ومع ذلك، وُجدت الخصائص المتعلقة بعلم المقاييس النفسية للعلامات المصغرة الأصلية لسوسيه دون المستوى الأمثل حين اختبرت عينات من خارج أمريكا الشمالية. نتيجة لذلك، طُور مقياس منهجي منقح للحصول على خصائص أكثر جودة متعلقة بعلم المقاييس النفسية، وهو العلامات المصغرة الإنجليزية الدولية. تمتلك العلامات المصغرة الإنجليزية الدولية صلاحية جيدة بعلم المقاييس النفسية لتقييم الانفتاح والأبعاد الأخرى المكونة من خمسة عوامل لنموذج الشخصية، سواء كان يتضمن سكان أمريكيين أو لا.[7][5][8]

- تميل المقاييس التي تستند إلى البيانات إلى تضمين المزيد من الكلمات، وبالتالي تشغل مساحة أكبر من أدوات البحث أكثر من مقاييس المفردات. على سبيل المثال، فإن مقياس الانفتاح (الفكري) في مجموعة غولدبرغ الدولية لعناصر الشخصية المكونة من 45 كلمة يضاهي مقياس سوسيه أو تومسون (2008) المكون من مقياس مفردات لقياس الانفتاح يحوي 8 كلمات. يمكن أن نأخذ أمثلة عن عناصر قياس البيانات بـ حب التفكير في طرق جديدة لفعل الأشياء وإيجاد صعوبة في فهم الأفكار المجردة. هناك مثالان على مقاييس البيانات هما: اختبار عملية الجرد «نيو بّي آي-آر» (الذي يفحص السمات الشخصية الخمس الكبرى للشخص)، والتي تسند إلى نموذج العوامل الخمسة، واختبار «هيكساكو بّي آي-آر» الذي يستند إلى نموذج «هيكساكو» للشخصية. في هذه الاختبارات، يعد الانفتاح على التجربة أحد أبعاد الشخصية الستة المقاسة؛ في كلا الاختبارين، يحتوي الانفتاح على التجربة عددًا من الجوانب. يُقيّم «نيو بي آي-آر» ستة جوانب تسمى الانفتاح على الأفكار، والمشاعر، والقيم، والخيال، والجمال، والأفعال، على التوالي. بينما يُقيّم «هيكساكو بّي آي-آر» أربعة جوانب تسمى حب الاستطلاع، والإبداع، والتقدير الجمالي، وغير التقليدية.[5][9]

## الجوانب النفسية
يحتوي الانفتاح على التجربة على مكونات تحفيزية وبنيوية. يتحفز الأشخاص ذوو الانفتاح للبحث عن تجارب جديدة والانخراط في الاستجواب الذاتي (الاستبطان). من الناحية البنيوية، يكون لديهم نمط سائل (مرن) من الوعي يتيح لهم تكوين روابط جديدة بين الأفكار المترابطة عن بُعد. خلافًا لذلك، يكون الأشخاص المنغلقين أكثر ارتياحًا مع التجارب التقليدية والمألوفة.

### الإبداع
يرتبط الانفتاح على التجربة بالإبداع، كما قِيس باختبارات التفكير المتباعد. رُبط الانفتاح على التجربة بالإبداع الفني والعلمي إذ وُجد أن الفنانين والعلماء المحترفين يحققون نتائج أعلى في الانفتاح مقارنةً بالعموم من السكان.
الذكاء والمعرفة
يرتبط الانفتاح على التجربة بالذكاء، وتتراوح معاملات الارتباط من حوالي (ر=30) إلى (ر=45). يرتبط الانفتاح على التجربة بشكل معتدل بالذكاء المتبلور، ولكنه يرتبط بشكل ضعيف بالذكاء السائل. وجدت دراسة تفحص جوانب الانفتاح أن جوانب الأفكار والأفعال ترتبط ارتباطًا إيجابيًا معتدلًا مع الذكاء السائل (ر=07 و ر=20 على التوالي). قد تأتي هذه القدرات العقلية بطلاقة أكبر عندما يكون الناس فضوليين ومنفتحين على التعلم. وجد العديد من الدراسات ارتباطات إيجابية بين الانفتاح على التجربة والمعرفة العامة. قد يكون الأشخاص الأكثر انفتاحًا متحمسين للانخراط في مساعٍ فكرية تزيد من معرفتهم. يرتبط الانفتاح على التجربة، وخاصة الجوانب المتعلقة بالأفكار، بالحاجة إلى الإدراك والميل التحفيزي للتفكير في الأفكار وتدقيق المعلومات والاستمتاع بحل الألغاز والمشاركة الفكرية النموذجية (بنية مشابهة للحاجة إلى المعرفة).

### الارتباط بسمات شخصية أخرى
على الرغم من أن العوامل في نموذج الخمسة الكبار يفترض أن تكون مستقلة، فإن الانفتاح على التجربة والانبساط كما هو موضح في اختبار «نيو بّي آي-آر» يملك ارتباطات إيجابية كبيرة. يرتبط الانفتاح على التجربة أيضًا ارتباطًا إيجابيًا معتدلًا مع البحث عن الإحساس. على الرغم من ذلك، قيل إن الانفتاح على التجربة ما يزال بُعدًا مستقلًا للشخصية عن هذه السمات الأخرى لأن معظم التباين في السمة لا يمكن تفسيره بتداخله مع هذه البنيات الأخرى. وجدت دراسة قارنت بين الطباع وجرد الشخصية مع نموذج العوامل الخمسة أن الانفتاح على التجربة كان يرتبط ارتباطًا إيجابيًا مع السمو الذاتي (سمة «روحية») وارتباطًا إلى حد أقل مع البحث عن الحداثة (يشبه من الناحية النظرية البحث عن الإحساس).

### السلوك الاجتماعي والسياسي
هناك آثار اجتماعية وسياسية لهذه السمات الشخصية. يميل الأشخاص المنفتحون على التجربة إلى أن يكونوا ليبراليين ومتسامحين مع التنوع. نتيجة لذلك، يكونون عمومًا أكثر انفتاحًا على الثقافات وأساليب الحياة المختلفة، ويسجلون درجات أقل في الاستعلاء العِرقي، والسلطوية اليمينية، والتوجه للهيمنة الاجتماعية، والتحامل. يرتبط الانفتاح ارتباطًا سلبيًا بالسلطوية اليمينية أكثر من الصفات النموذجية الأخرى ذات العوامل الخمسة (يرتبط الوعي ارتباطًا إيجابيًا معتدلًا، أما السمات الأخرى فترتبط ارتباطات لا تُذكر). يرتبط الانفتاح ارتباطًا سلبيًا مع التوجه للهيمنة الاجتماعية أقل إلى حد ما أقل من «الوفاق» (ترتبط السمات الأخرى ارتباطات لا تُذكر). يرتبط الانفتاح ارتباطًا سلبيًا مع التحامل أكثر من السمات النموذجية الأخرى المكونة من خمسة عوامل (يرتبط الوفاق ارتباطًا سلبيًا أكثر اعتدالًا، بينما ترتبط السمات الأخرى ارتباطات لا تُذكر). ومع ذلك، ترتبط السلطوية اليمينية وتوجه الهيمنة الاجتماعية بشكل أقوى وأكثر إيجابية بالتحامل من الانفتاح أو أي من السمات النموذجية الأخرى المكونة من خمسة عوامل.

### التدين والروحانية
يرتبط الانفتاح على التجربة ارتباطات مختلطة مع أنواع مختلفة من التدين والروحانية. يرتبط التدين العام ارتباطًا ضعيفًا مع النسب المنخفضة من الانفتاح. ترتبط الأصولية الدينية ارتباطًا جوهريًا مع النسب المنخفضة من الانفتاح. وُجد أن التجارب الصوفية الناجمة عن استخدام السيلوسيبين (مركب كيميائي مهلوس) يزيد من الانفتاح بشكل ملحوظ.